# لیدو (ونیز)
لیدو (انگلیسی: Lido di Venezia)، منطقه ساحلی است در ونیز، شمال ایتالیا که در نزدیکی خلیج آدریاتیک قرار دارد.